# 蘇賓法
蘇賓法(1281–1293)，阿豪姆王國第三任國王。
在他統治期間，阿豪姆人正式把他們劃分為貴族統治者和被統治者，而貴族也分為三個政治家氏族(王室、Burhagohain、Borgohain)和四個祭司氏族(Deodhai、Bailung、Mohan、Siring)。